# Cathedral of St. Matthew the Apostle

Cathedral of St. Matthew the Apostle, katedral i centrala Washington, D.C., stiftskyrka för den katolske ärkebiskopen i Washington. Församlingens nuvarande kyrkobyggnad började uppföras 1893 och första mässan firades 2 juni 1895.
Här jordfästes John F Kennedy och William Rehnquist.